# Cynthia Lennon
Pour les articles homonymes, voir Lennon et Powell.
Cynthia Lennon, née Powell le 10 septembre 1939 à Blackpool et morte le 1er avril 2015 à Majorque (Espagne), est la première femme de John Lennon. Elle rencontre John Lennon dans un cours de calligraphie de l'Art College de Liverpool et l'épouse en 1962, après avoir découvert qu'elle était enceinte de Julian. Ils divorcent en 1968, après qu'il l'a quittée pour l'artiste japonaise Yoko Ono.
En 1978, elle écrit un premier livre, A Twist of Lennon, consacré à John, puis, en 2006, un autre intitulé simplement John. Sans avoir eu l'influence que Yoko Ono a pu avoir par la suite sur John et les Beatles, elle participa cependant à part entière au début de l'aventure musicale des Beatles et en particulier à leur séjour en Inde. La chanson Hey Jude a été écrite par Paul McCartney pour soutenir Julian au moment du divorce de ses parents. Cynthia Powell a vécu jusqu'à sa mort à Majorque, en Espagne.

## Biographie

### Enfance et famille
Cynthia, fille de Charles Powell et de son épouse Lillian, née Roby, est la cadette de trois enfants, ses aînés se prénomment Charles et Anthony (Tony). Charles Powell travaille comme vendeur pour la General Electric Company (GEC) à Liverpool. En 1939, Mme Powell, enceinte de Cynthia, est envoyée à Blackpool après le déclenchement de la Seconde Guerre mondiale. Elle vit avant l'accouchement dans un bed-and-breakfast du front de mer .
Après sa naissance, la famille Powell s'installe dans un deux pièces à Hoylake, ville séparée de Liverpool par l'estuaire de la rivière Mersey. Son frère aîné, pianiste de talent, quitte la maison à 16 ans pour travailler comme son père à la GEC à Birmingham. À l'âge de douze ans, Cynthia est admise à la Junior Art School, proche du Liverpool Art College (en). Elle y rencontre Phyllis McKenzie, qui devient son amie pour la vie.
Charles Powell meurt d'un cancer du poumon, alors qu'elle n'a que 17 ans. Avant sa mort, il lui demande de trouver du travail afin d'aider sa mère à subvenir à leurs besoins et de renoncer à l'Art school de Liverpool. Cependant sa mère, souhaitant qu'elle reçoive une bonne éducation, aménage leur logement pour louer une des chambres à des apprentis.

### College d'art
En septembre 1957, Cynthia est admise au Liverpool College of Art. Elle s'y rend tous les jours, habillée de sages twinsets et jupes tweed, elle veut être une étudiante modèle, alors que nombre d'étudiants sont vêtus comme des beatniks,. Lors de sa première année d'étude, Cynthia sort avec Barry, le fils d'un laveur de vitres, qu'elle décrira plus tard comme le « Roméo de Hoylake ». Ils parlent même de mariage, mais leur histoire cesse après une infidélité de Barry. Elle rencontre alors John Lennon.
Cynthia change son style d'habillement, laisse pousser ses cheveux, ne porte plus ses lunettes, sources d'ennuis et de méprises dans la vie de tous les jours et à l'école. Bien qu'elle étudie le graphisme, elle prend également quelques cours de calligraphie. Lors des premiers cours, un garçon arrivé en retard s'assoit derrière elle, lui tapote le dos et se présente « Hi, I'm John » (Salut ! Je suis John). John n'apporte jamais le moindre matériel avec lui, aussi emprunte-t-il  constamment crayons et stylos à Cynthia. Lennon apporte parfois sa guitare en classe, un jour il lui chante Ain't She Sweet, ce qui la fait rougir et s'enfuir du cours.
Elle entend dire que John a fait l'éloge d'une fille du collège dont les cheveux blonds la font ressembler à Brigitte Bardot. Le samedi suivant, Cynthia décolore ses cheveux et revient au collège avec des cheveux de plusieurs tons plus blonds. Lennon le remarque immédiatement et s'exclame, « Get you, Miss Hoylake! » (Qu'on peut traduire par « Je t'ai vu Miss Hoylake », le Miss Hoylake est un peu moqueur car il s'agit du quartier populaire où vit Cynthia). Il l'appelle aussi Miss Powell, mais, après le début de leur relation, c'est simplement Cyn.

### Relation avec John Lennon
Leur relation débute après une fête organisée au collège avant les vacances d'été. John demande alors à Cynthia de l'accompagner avec quelques amis au Ye Cracke (en) pub pendant la soirée. Cynthia répond qu'elle est fiancée à Barry et John s'écrie I didn't ask you to fucking marry me, did I? (Que l'on peut traduire par : « Bon Dieu ! Je ne t'ai pas demandé de m'épouser. »). Elle se rend malgré tout au pub, où John l'ignore toute la soirée, mais comme elle s'apprête à partir, il l'attrape par la main et l'entraîne dans une chambre que loue Stuart Sutcliffe,.
Au début de leur relation, ils font souvent l'amour dans des lieux publics, lorsque la chambre de Sutcliffe n'est pas libre, mais elle n'apprécie guère ces snatched encounters (que l'on peut traduire par « petits coups rapides »),. La jalousie de John se manifeste parfois par de violentes colères, comme lorsqu'il la frappe violemment après l'avoir vue danser avec Stuart Sutcliffe. Elle rompt alors pendant trois mois et ne reprend leur relation qu'après qu'il se soit excusé.
Lorsque John rentre chez lui, au 251 Menlove Avenue, après son premier voyage à Hambourg, Mimi Smith, sa tante, le gronde  parce qu'il a acheté un manteau à Cynthia qu'elle traite de gangster's moll (femme de gangster) et se montre ensuite froide et déplaisante envers elle,.
Les Beatles se rendent à Hambourg en 1960, Cynthia et Dot Rhone, la petite amie de Paul McCartney, les rejoignent deux semaines plus tard. Les concerts du jeune groupe dans les clubs hambourgeois se prolongent souvent toute la nuit, musiciens et petites amies prennent des stimulants, du Preludin afin de rester éveillés.
Lorsque Cynthia rentre de Hambourg, sa mère lui annonce qu'elle part pour le Canada accompagner sa cousine et le mari de celle-ci afin de prendre soin de leur nouveau-né, les deux jeunes époux partant étudier outre-atlantique. Elle attend que John rentre de Hambourg pour qu'il demande à Mimi, qui prenait des locataires au 251 Menlove Avenue, si elle pouvait lui louer une chambre. Mimi lui offre une petite chambre au-dessus de l'entrée, qui avait été celle de John, et lui demande de participer aux travaux domestiques. Cynthia se souvient de cette maison froide et pleine de courants d'air, équipée de vieux chauffages électriques au rez-de-chaussée. Pour payer son loyer, elle trouve un emploi dans un magasin Woolworths en ville.
Alors qu'en avril 1962, les Beatles retournent à Hambourg, Cynthia quitte la maison de Mimi et s'installe chez sa tante Tess pour un certain temps. Elle finit par trouver un logement au 93 Garmoyle Road, proche des écoles où elle enseigne en tant que stagiaire. En juillet 1962, après avoir échoué à l'un de ses examens, elle découvre qu'elle est enceinte de Lennon. Ils n'ont jamais utilisé de méthode contraceptive, et elle écrit qu'ils n'en ont même jamais parlé. À cette annonce, John, dit simplement : « il n'y a qu'une chose à faire, Cyn, marions-nous ». Mais Mimi, en colère, le menace de ne plus jamais lui parler s'il donne suite à ce projet. La mère de Cynthia revient en Angleterre pour une visite lorsqu'elle apprend la nouvelle du mariage de sa fille avec Lennon, la veille du jour où elle doit repartir pour le Canada. Le jour suivant, Cynthia et John se marient.

### Mariage
John et Cynthia se marient le 23 août 1962 au bureau d'état civil de Mount Pleasant à Liverpool, sans la tante Mimi. John aurait souhaité la présence de ses demi-sœurs, cousins et tantes mais Mimi les en dissuade. Le frère de Cynthia, Tony, et son épouse, sont présents, ainsi que George Harrison, Paul McCartney et Brian Epstein, le manager des Beatles, ce dernier est le témoin de John,.
Le mariage, sans fleurs ni photographes, tourne en une véritable farce, lorsqu'un ouvrier dans la cour de l'office commence à utiliser un marteau piqueur dont le bruit couvre tout ce qui est dit par l'officier d'état-civil. Le repas de noces, offert par Epstein, a lieu au Reece's restaurant à Clayton Square, où Alfred Lennon (en) et Julia Stanley, les parents de John, avaient eux-mêmes célébré leur mariage vingt-quatre ans plus tôt en 1938. La nuit même, Lennon part jouer à Chester. Pendant la grossesse de Cynthia, Epstein offre aux Lennon son appartement au 36 Faulkner Street et, plus tard, lorsque arrive le terme, il assure les frais d'hôpital.

### Naissance de Julian Lennon

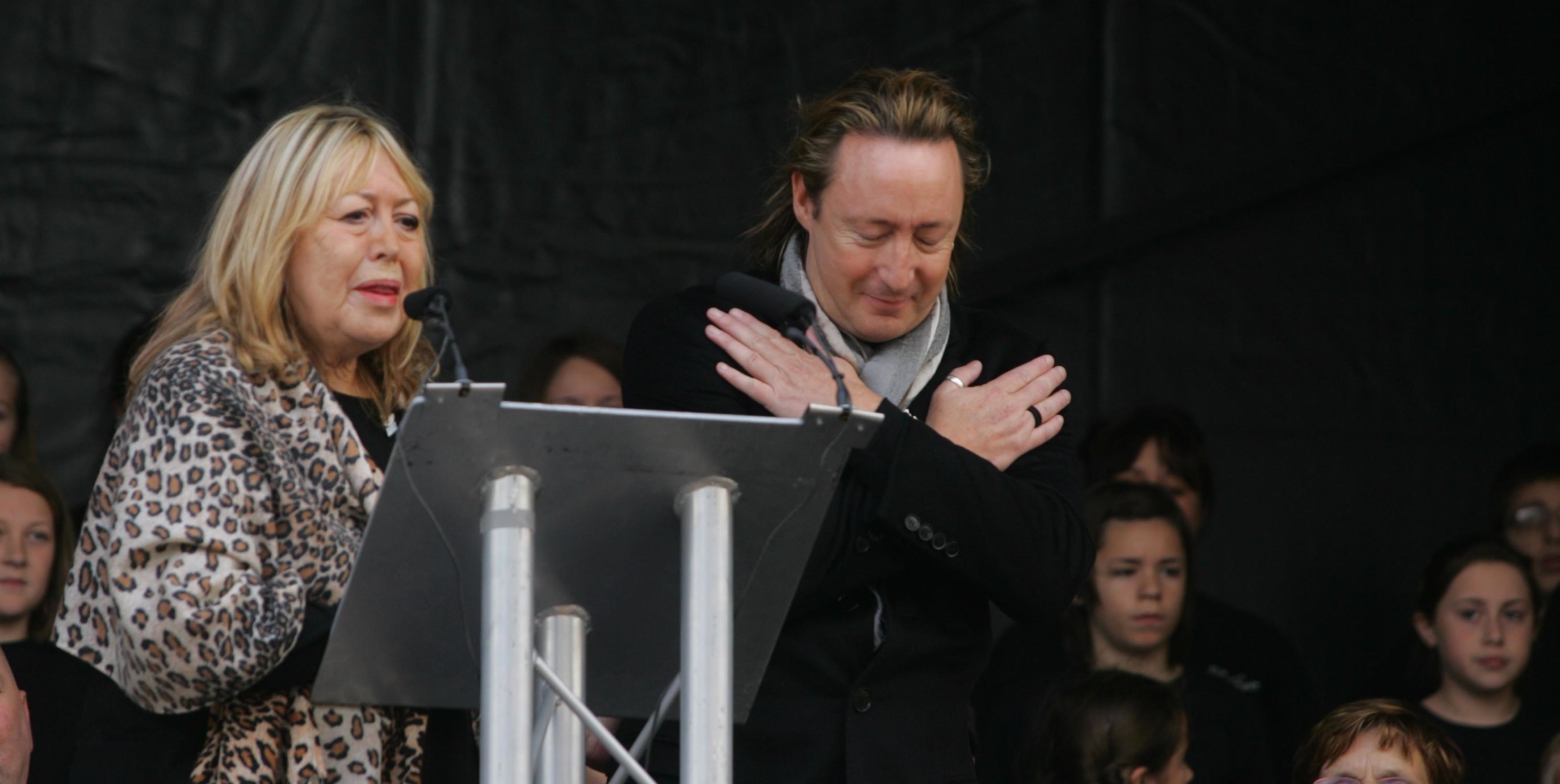
Cynthia Lennon et son fils Julian Lennon en 2010, à l'occasion de l'inauguration du John Lennon Peace Monument à Liverpool.

Le matin du 8 avril 1963, Cynthia met au monde John Charles Julian Lennon, à six heures cinquante, au Sefton General Hospital de Liverpool. Lennon, en tournée, ne sera près d'elle que trois jours plus tard, lors d'une courte halte à Liverpool.
Fin 1963, la presse apprend l'existence de la femme et de l'enfant de John Lennon, après que la « Beatlemania » a déferlé sur l'ensemble de l'Europe jusqu'à Hoylake en novembre et décembre. Voisins et amis tentent de protéger l'anonymat de Cynthia, face à des journalistes de plus en plus pressants. Fin décembre, elle fait baptiser Julian à l'église paroissiale de Hoylake, mais n'en dit rien à John parce qu'elle craint que sa présence n'attire les médias et pense qu'il n'approuverait sans doute pas. Elle ne le lui dit que deux jours plus tard. Epstein demande à être le parrain de Julian.
C'est peu après ce baptême que les journaux révèlent toute l'histoire de « l'épouse et l'enfant secrets de John Lennon »,. Les Lennon s'installent alors à Londres, à Emperor's Gate, tout près de Cromwell Road. Les fans découvrent rapidement l'adresse et campent devant leur porte.
Cynthia suit John en Amérique lors de la première tournée des Beatles, et John consent à ce que la presse les photographie ensemble. Lors du voyage elle est brusquement séparée de John, à New York, alors que lui et les autres Beatles sont précipités dans une voiture pour échapper à la foule. La même chose se produit à Miami où elle doit demander l'aide de fans pour convaincre les agents de sécurité qu'elle est la conjointe de Lennon. En entendant Cynthia lui raconter son périple, John déclare simplement : « Don't be so bloody slow next time—they could have killed you » (« Ne sois pas si lente la prochaine fois ; ils auraient pu te tuer »).
Lorsque les Beatles arrivent à Washington en février 1964, Cynthia porte une perruque noire et l'on a fait dire aux journalistes que « Mme Lennon ne donne pas d'interview. Mme Lennon préfère rester en retrait ».
De retour à Emperor's Gate, la situation empire, les fans se faisant toujours plus pressants. Sur le conseil de leur manager, les Beatles décident de s'installer dans la région plus calme d'Esher, au sud de Londres. Cynthia et John s'installent à Kenwood (en), une maison de style Tudor dans une propriété d'environ un hectare, à Weybridge, où vivent déjà les chanteurs Tom Jones et Cliff Richard,,.

### Kenwood
Kenwood devient peu à peu un lieu où les Beatles se retrouvent et que visitent quelques musiciens américains, ainsi que de parfaits inconnus que John a rencontrés la nuit précédente dans un night club de Londres. Les Lennon apprécient énormément la vie nocturne de la capitale britannique et fréquentent les meilleurs restaurants et clubs qu'Epstein leur recommande. Mais, chez eux, la cuisine est bien moins gastronomique, comme l'avoue Cynthia : ils mangent du bacon, des steaks sandwiches, des meat pies et autres fast-food de l'époque, avec du thé.
Cynthia est souvent photographiée lors de la première des films des Beatles et lors d'occasions spéciales, parfois en compagnie de John et de Julian. Elle est à la fois la femme de l'un des Beatles et une mère. Elle accompagne John dans ses sorties jusqu'au petit jour, mais au matin, elle conduit son fils à l'école. Lorsqu'elle passe son permis de conduire, John lui offre une Mini blanche, puis une Porsche dorée et plus tard une Coccinelle verte, que les anglophones nomment Beetle.

### L'Inde et Yoko Ono
Les Beatles se rendent en Inde pour suivre le cours de méditation transcendantale du Maharishi Mahesh Yogi pendant deux ou trois mois. Avant leur départ, Cynthia trouve des lettres de Yoko Ono. John Lennon nie toute relation amoureuse avec Yoko Ono, expliquant qu'elle est juste une « artiste folle » voulant être parrainée. Le 15 février les Lennon s’envolent pour l'Inde, suivis par les autres Beatles et leurs partenaires quatre jours plus tard : Pattie Boyd, Jane Asher, et Maureen Starkey (la femme de Ringo Starr),.
Après deux semaines, John Lennon demande à dormir dans une pièce séparée de son épouse, prétextant ne pas pouvoir méditer correctement. Il descend chaque matin au bureau de poste local pour recevoir les télégrammes que Yoko Ono lui envoie presque quotidiennement. Cynthia ne découvre ces voyages secrets que beaucoup plus tard, en disant : « Je pensais que notre parenthèse magique avec le Maharishi serait la réalisation de notre mariage, mais en réalité ça en a été la fin ».
Paul Saltzman (en) publiera plus tard un livre de photographies de cette période : Les Beatles à Rishikesh, qui montre John Lennon plongé dans ses pensées, et Cynthia dans une expression confuse. Malgré « l'aliénation » de John à Yoko, Cynthia parlera plus tard de son séjour en Inde en disant : « J’ai adoré être loin des fans, des hordes de gens, du harcèlement et des appareils photos ».
Durant le retour vers l’Angleterre, John, enivré par le scotch et la coke, avoue à Cynthia ses relations avec d'autres femmes durant leur mariage,. Il détaille ses liaisons avec des groupies, des amies (telles que Joan Baez) et des « milliers » de femmes autour du monde. Bien que Cynthia ne voulait pas entendre les confessions de son conjoint, elle savait que les femmes étaient attirées par lui, « comme des papillons vers la lumière ».
Deux semaines plus tard, en mai 1968, John suggère à Cynthia de prendre des vacances en Grèce avec « Magic Alex » Mardas, Donovan, et deux amis « en raison de son indisponibilité liée à l’enregistrement de l'album The Beatles ». Alors qu’elle revient de Grèce plus tôt que prévu le 22 mai 1968 elle trouve John Lennon et Yoko Ono assis ensemble, les yeux dans les yeux. Elle trouve également les pantoufles de Yoko devant la porte de leur chambre de Kenwood. John semble tout à fait normal lorsqu’il rentre chez lui le lendemain, en déclarant son amour pour elle et leur fils : « C’est vous que j’aime Cyn... Je t’aime maintenant plus que jamais »,.

### Divorce
Alexis Mardas (Magic Alex) annonce à Cynthia l'intention de John de demander le divorce pour cause d'adultère, et de demander la garde exclusive de Julian. En 2005, elle a déclaré : « Le simple fait que Magic Alex Mardas soit arrivé en Italie dans le milieu de la nuit, sans aucune connaissance préalable de l'endroit où je logeais m'a rendue extrêmement méfiante ». « On me forçait à faciliter la chose (à John et Yoko) pour leur permettre d’être en bonne posture »'.
John engage une procédure de divorce, et incite Cynthia à dire : « Engagez des poursuites contre moi pour le divorce ? Pour quelles raisons est-ce qu'ils me poursuivent ? ». Quand la nouvelle de la grossesse de Yoko Ono s'est sue, Cynthia a commencé sa propre procédure de divorce contre Lennon, le 22 août 1968.
Le règlement financier a été retardé par le refus de John d’offrir 75 000 £, lui disant au téléphone qu'elle ne valait pas plus. Le règlement s’est ensuite élevé à un capital de 100 000 £, une rente de 2 400 £ par an, et la garde de Julian.
Cynthia a vécu pendant quelques mois au 34 Montagu Square (en), dans un appartement du centre de Londres appartenant à Ringo Starr. Lennon et Cynthia ont une dernière entrevue à Kenwood, en présence de Yoko Ono. À cette occasion, John a accusé Cynthia d'avoir eu une liaison en Inde, lui disant qu'elle n'était pas une « petite fleur innocente ».

### Dernières années
Cynthia Powell se remarie par la suite avec un hôtelier italien, Roberto Bassasini (1970-1973), puis avec un ingénieur anglais, John Twist (1976-1981). Par une démarche auprès de l'état-civil, elle reprend définitivement le nom de famille Lennon. Après une liaison avec Jim Christie (1981-1998), elle se remarie à nouveau, avec le propriétaire d'une boîte de nuit, Noel Charles (2002-2013). Elle meurt d'un cancer le 1er avril 2015, à Majorque.

## Œuvres
- Cynthia Lennon, John, Hodder & Stoughton, 2006 (ISBN 978-0-340-89828-4)
- (en) Cynthia Lennon, A Twist of Lennon, New York, Avon Books, 1978, 190 p., poche (ISBN 978-0-380-45450-1, OCLC 6122211, LCCN 79055393)